# Holzmühle (Rain)
Holzmühle ist ein Gemeindeteil der Stadt Rain  im Landkreis Donau-Ries (Regierungsbezirk Schwaben, Bayern).

## Geographie und Verkehr
Die Einöde liegt in der Gemarkung Wächtering. Die Holzmühle ist etwa 7 km vom Stadtzentrum entfernt südöstlich von Rain. Über die Kreisstraßen DON 30 (700 m nördlich) und DON 33 (800 m westlich) ist die Einöde an das überörtliche Straßennetz angeschlossen.

## Geschichte
Es ist zu vermuten, dass die im zweiten Herzogsurbar der Wittelsbacher Herzöge, erstellt um 1280, genannte Mühle bei Strauppen die Holzmühle ist. Diese Mühle hat vor der Errichtung des dritten Urbars (um 1350) das Kloster Niederschönenfeld erhalten. Der Holzmüller gehörte 1708 zur Müllerzunft in Rain.
Bei der Bildung der Gemeinden Anfang des 19. Jahrhunderts wurde die Holzmühle 1808 dem Steuerdistrikt Wallerdorf zugeteilt und seit dem zweiten Gemeindeedikt von 1818 gehörte der Ort zu Wächtering. Schulisch und kirchlich ist die Holzmühle seit unfürdenklichen Zeiten mit Bayerdilling verbunden. Die selbstständige Gemeinde Wächtering und damit auch Holzmühle gehörte bis zum 30. Juni 1972 zum Landkreis Neuburg an der Donau und wurde im Zuge der Gebietsreform in Bayern dem Landkreis Donau-Ries zugeschlagen, der bis zum 1. Mai 1973 die Bezeichnung Landkreis Nördlingen-Donauwörth trug. Am 1. Januar 1975 erfolgte die Eingemeindung in die Stadt Rain.